# Jab Pyaar Kisise Hota Hai
Jab Pyaar Kisise Hota Hai (Hindi, übersetzt: Wenn sich jemand verliebt/Wenn man sich in jemanden verliebt) ist ein Bollywood-Film, der in Indien 1998 erschienen ist.  

## Handlung
Suraj genießt sein Leben in vollen Zügen mit jeder Menge Frauenbekanntschaften und Alkohol. Sein Großvater will ihn wieder unter seine Fittiche haben und holt ihn zurück nach Indien. Dort trifft Suraj das Mädchen seiner Träume, Komal Sinha. Komal lebt mit ihrem Onkel und ihrer Tante und interessiert sich nicht für Suraj. So nimmt Suraj die Identität von Suraj Dhanwa, einem Kindheitsfreund von Komal und ihrer Familie, an. Komal akzeptiert ihn und verliebt sich auch in ihn. Aber dann erscheint der wahre Suraj Dhanwa, und Komal will mit Suraj nichts mehr zu tun haben. Komal denkt, dass er es nie ernst meinte, und fühlt sich verletzt, weil er sie hintergangen hat. Nach Bitten von Surajs Großvater gibt Komal ihm doch noch eine Chance, aber nur unter der Voraussetzung, dass er Frauen und Alkohol abschwört. Suraj ist einverstanden. Doch dann taucht plötzlich ein Kind namens Kabir bei ihm auf und behauptet, dass Suraj sein Vater sei.